# Ailanthus
Ailanto (Ailanthus) é um género botânico pertencente à família Simaroubaceae.